# Thecla mulsus
Thecla mulsus är en fjärilsart som beskrevs av Druce 1907. Thecla mulsus ingår i släktet Thecla och familjen juvelvingar. Inga underarter finns listade i Catalogue of Life.